# La Roda de Andalucía
La Roda de Andalucía là một đô thị thuộc tỉnh Sevilla trong cộng đồng tự trị Catalonia, phía bắc Tây Ban Nha. Đô thị này có diện tích là 76,7 ki-lô-mét vuông, dân số năm 2008 là 4419 người với mật độ 57,6 người/km². Đô thị này có cự ly 123 km so với Sevilla.